# Лейкфилд (Квинсленд)
Лейкфилд (англ. Lakefield) — населённый пункт в графстве Кук, штат Квинсленд, Австралия.

## География
Лейкфилд находится на восточном побережье полуострова Кейп-Йорк. Дорога на Лейкфилд проходит через местность с юго-востока на северо-запад и соединяется с Лаурой на юго-западе и с Куктауном на юго-востоке.

## Население
По данным переписи 2011 года, в Лейкфилде проживало 184 человека (113 мужчин и 71 женщина; средний возраст населения 36 лет).
По данным переписи 2016 года, в Лейкфилде проживало 299 человек (181 мужчина и 115 женщин; средний возраст населения 30 лет).